# Ann-Margret
Ann-Margret Olsson (ur. 28 kwietnia 1941 w Sztokholmie) – szwedzko-amerykańska aktorka filmowa, teatralna i telewizyjna oraz piosenkarka i tancerka. Dwukrotnie nominowana do Oscara; za pierwszoplanową rolę w musicalu Tommy (1975; reż. Ken Russell) i drugoplanową w komediodramacie Porozmawiajmy o kobietach (1971; reż. Mike Nichols). 5-krotnie nagrodzona Złotym Globem za role w filmach: Arystokracja podziemi (1961), Porozmawiajmy o kobietach (1971), Tommy (1975), Kto pokocha moje dzieci? (1983) oraz Tramwaj zwany pożądaniem (1984).

## Życiorys
Urodziła się w Sztokholmie jako córka Anny i Carla Olssonów. Wczesne dzieciństwo spędziła w miasteczku Valsjöbyn w prowincji Jämtland. W 1946 rodzina wyemigrowała do Stanów Zjednoczonych. Osiedlili się w Wilmette na przedmieściach Chicago. Pod koniec lat 50. trafiła do Los Angeles, gdzie jej talent odkrył George Burns. W 1961 podpisała 7-letni kontrakt z wytwórnią 20th Century Fox i w tym samym roku zadebiutowała w filmie rolą w komediodramacie Franka Capry pt. Arystokracja podziemi. Otrzymała za nią nagrodę Złotego Globu w kategorii Najbardziej obiecująca nowa aktorka. W 1964 wystąpiła i zaśpiewała z Elvisem Presleyem w filmie Miłość w Las Vegas. W kolejnych latach zagrała m.in. u boku Steve’a McQueena w filmie Cincinnati Kid (1965) i Binga Crosby’ego w westernie Ringo Kid (1966). Pod koniec lat 60. wystąpiła także w 2 włoskich produkcjach w reżyserii Dino Risiego; w których partnerował jej Vittorio Gassman. Drugoplanowa rola w filmie Porozmawiajmy o kobietach (1971) w reżyserii Mike’a Nicholsa przyniosła jej pierwszą nominację do Oscara; drugą otrzymała za pierwszoplanową rolę w musicalu Kena Russella pt. Tommy (1975). W międzyczasie pojawiła się u boku Johna Wayne’a w westernie Rabusie pociągów (1973). W latach 70. inne znaczące kreacje stworzyła także w filmach: Joseph Andrews (1977), Ostatni film o Legii Cudzoziemskiej (1977), Magia (1978), Kaktus Jack (1979). W latach 90. dużą popularność przyniosła jej rola w komediach: Dwaj zgryźliwi tetrycy (1993) oraz Jeszcze bardziej zgryźliwi tetrycy (1995) z udziałem Waltera Matthaua i Jacka Lemmona. W kolejnych dekadach nadal pozostawała aktywna zawodowo; zagrała m.in.: u Olivera Stone’a w filmie Męska gra (1999), w komedii romantycznej Sztuka zrywania (2006) czy komedii W starym, dobrym stylu (2017) z Morganem Freemanem, Alanem Arkinem i Michaelem Caine’em w rolach głównych.
Już w 1973 otrzymała swoją gwiazdę na Alei Gwiazd w Los Angeles.
Jej małżeństwo z aktorem Rogerem Smithem trwało 50 lat (od 8 maja 1967 do jego śmierci 4 czerwca 2017). Aktorka nie ma własnych dzieci, ale była macochą dla trójki dzieci Smitha z poprzedniego małżeństwa.

## Filmografia
Filmy:

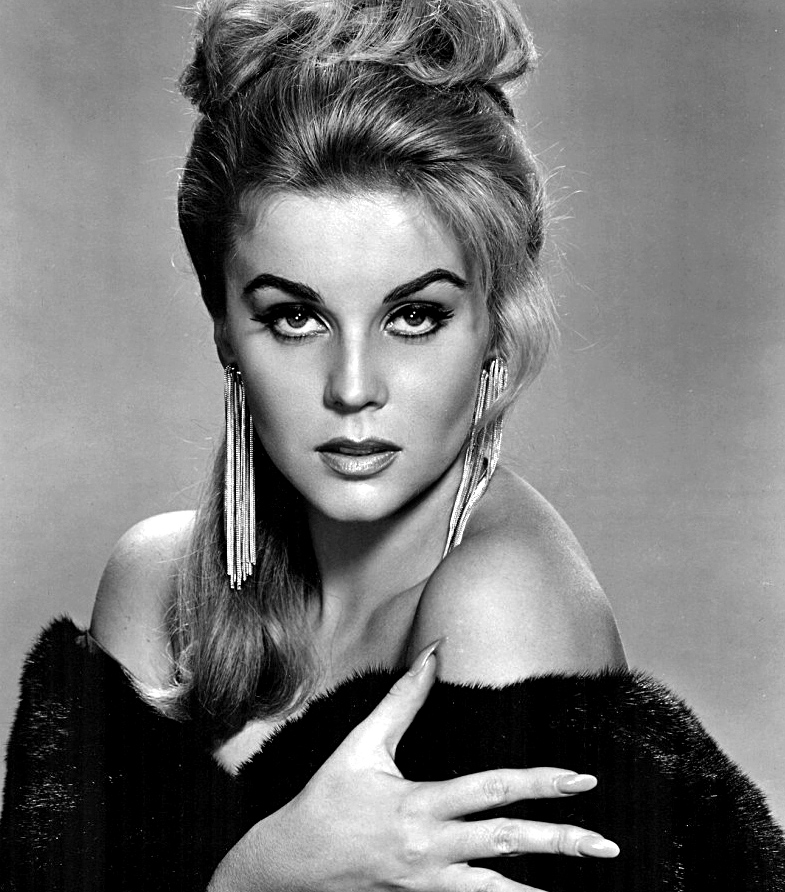
Ann-Margret (fotografia z lat 60.)

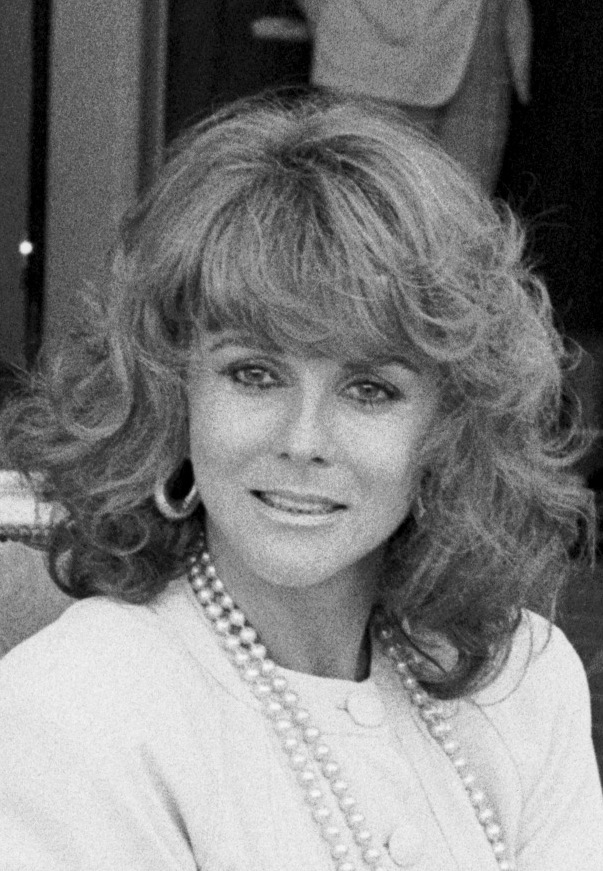
Ann-Margret (1988)

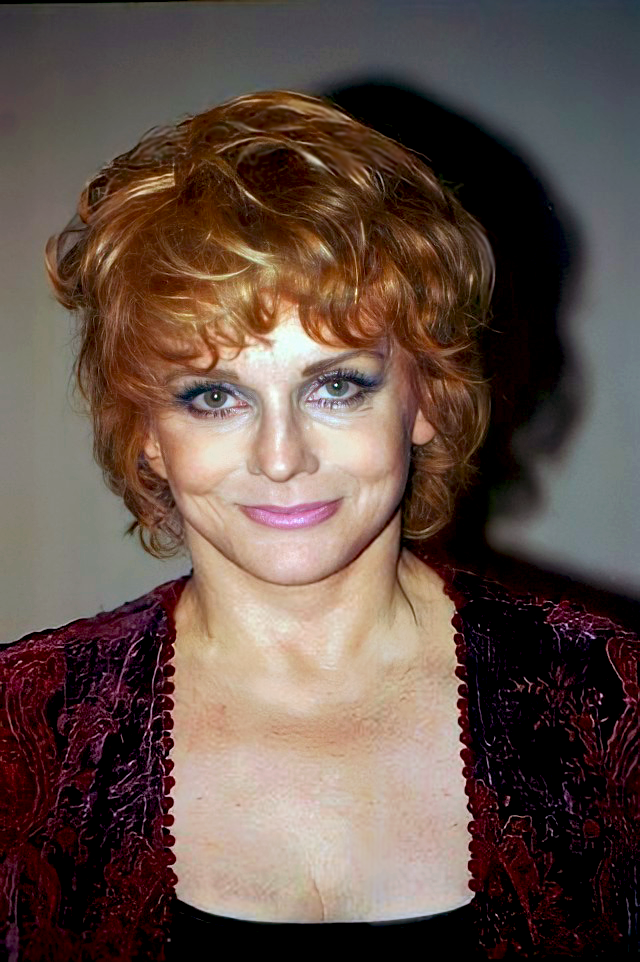
Ann-Margret (1997)

- Arystokracja podziemi (1961) jako Louise
- Jarmark miłości (1962) jako Emily Porter
- Bye Bye Birdie (1963) jako Kim McAfee
- Miłość w Las Vegas (1964) jako Rusty Martin
- Był sobie złodziej (1965) jako Kristine Pedak
- Cincinnati Kid (1965) jako Melba
- Ringo Kid (1966) jako Dallas
- Paryski produkt (1966) jako Maggie Scott
- Tygrys i kotka (1967) jako Carolina
- Prorok (1968) jako Maggie
- R.P.M. (1970) jako Rhoda
- Porozmawiajmy o kobietach (1971) jako Bobbie
- Rabusie pociągów (1973) jako pani Lowe
- Tommy (1975) jako Nora Walker
- Mieszczańskie szaleństwa (1976) jako Charlie Minerva
- Joseph Andrews (1977) jako Lady Booby "Belle"
- Ostatni film o Legii Cudzoziemskiej (1977) jako Flavia Geste
- Tani detektyw (1978) jako Jezebel Dezire
- Magia (1978) jako Peggy Ann Snow
- Kaktus Jack (1979) jako "Ślicznotka Jones"
- Powrót żołnierza (1982) jako Jenny Baldry
- Szukając wyjścia (1982) jako Patti Warner
- Chcę być gwiazdą filmową (1982) jako Steffy Blondell
- Kto pokocha moje dzieci? (1983) jako Lucile Fray
- Tramwaj zwany pożądaniem (1984) jako Blanche DuBois
- Dwa razy w życiu (1985) jako Audrey Minelli
- Ostra rozgrywka (1986) jako Barbara Mitchell
- Tygrysia opowieść (1987) jako Rose Butts
- Zacząć od nowa (1988) jako Jackie Giardino
- Nasi synowie (1991) jako Luanne Barnes
- Gazeciarze (1992) jako Medda Larkson
- Dwaj zgryźliwi tetrycy (1993) jako Ariel Traux
- Jeszcze bardziej zgryźliwi tetrycy (1995) jako Ariel Troux-Gustafson
- Męska gra (1999) jako Margaret Pagniacci
- Ostatni producent (2000) jako Mira Verder
- Ale jazda! (2002) jako pani James
- New York Taxi (2004) jako pani Washburn
- Sztuka zrywania (2006) jako Wendy Meyers, matka Brooke
- Śnięty Mikołaj 3: Uciekający Mikołaj (2006) jako Sylvia Newman
- Zaginiony diament (2008) jako Cornelia Fisher
- Stare wygi (2009) jako Martha
- Miłosna maskarada (2009) jako pani Banks
- Szczęściarz (2011) jako Pauline Keller
- W starym, dobrym stylu (2017) jako Annie Santori

Seriale TV:
- Scarlett (1994) jako Belle Watling
- Dotyk anioła (1994−2003) jako Angela (gościnnie, 2000)
- Asy z klasy (1999–2001) jako Bóg (gościnnie, 2000)
- Dziesiąte królestwo (2000) jako Kopciuszek
- Blondynka (2001) jako Della Monroe
- Brygada ratunkowa (1999–2005) jako sędzia Barbara Halsted (gościnnie, 2003)
- Prawo i porządek: sekcja specjalna (od 1999) jako Rita Wills (gościnnie, 2010)
- Poślubione armii (2007–2013) jako ciocia Edie (gościnnie, 2010)
- CSI: Kryminalne zagadki Las Vegas (2000–2015) jako Margot Wilton (gościnnie, 2010)
- Ray Donovan (2013–2020) jako June Wilson (gościnnie, 2014)
- Happy! (2017–2019) jako Bebe Debarge (gościnnie, 2019)
- The Kominsky Method (od 2018) jako Diane (gościnnie, 2018)